# Национально-народное объединение
Национально-народное объединение (фр. Rassemblement National Populaire, RNP) — фашистская партия в оккупированной Франции 1941—1944 годов. Наряду с режимом Виши и Французской народной партией (PPF) — одна из главных организаций французского коллаборационизма. Отличалась рядом идеологических и организационных особенностей. Лидер — Марсель Деа.

## Идеология и альянсы
RNP была основана Марселем Деа в конце 1940 года, после совещания с Пьером Лавалем. Партия выступала с однозначно коллаборационистских позиций, призывала к «национальной революции» и «европейской интеграции» в интерпретации НСДАП, проповедовала борьбу с «еврейским капиталом, масонством и англо-американскими банкирами», исповедовала непримиримый антикоммунизм. Важную роль в партийной программе играли также социально-экономические установки неосоциализма, одним из основоположников которого во Франции являлся Деа. RNP, как и PPF, относилась к так называемому «парижскому коллаборационизму» — более радикальному и более идеологизированному в гитлеровском духе, нежели консервативный вишистский режим маршала Петэна.
С самого начала Деа выступал за создание единой «партии национальной революции». Однако с консервативным режимом Виши неосоциалиста разделяли идеологические разногласия, а с Жаком Дорио — острая политическая конкуренция и личная вражда. Нацистские оккупационные власти и Пьер Лаваль (интриги которого во многом определяли политические шаги Деа) планировали слияние RNP с Движением социальной революции Эжена Делонкля. Деа при этом отводилась функция политического лидерства, Делонклю — оперативное командование охранными и оперативно-силовыми подразделениями. Однако объединение не удалось из-за претензий Делонкля на единоличное руководство. Деа даже подозревал Делонкля в причастности к попытке покушения 27 августа 1941.

## Специфика позиции. Социальный состав
Идеология RNP — в общем и целом фашистская — имела ряд особенностей. Она оставалась до определённой степени привержена некоторым республиканским традициям Франции, восходящим к Великой революции XVIII века. Воспроизводя установки гитлеризма, одновременно Деа продолжал выступать за выборность властей и развитие общественных инициатив. Активисты партии участвовали в республиканских церемониях, требовали сохранения в присутственных местах бюстов Марианны. RNP настаивала также на светском государстве, возражала против патриархально-клерикальных элементов политики властей Виши. Гораздо меньшим, нежели в Виши и PPF, был антисемитизм RNP (часть евреев объявлялась «производительными элементами нации»).
По этим причинам RNP уступало в конкуренции за близость к оккупационным властям и Петэну (который реально контролировал положение на подведомственной территории), и Дорио (который целиком и полностью, без каких бы то ни было нюансов, следовал нацистским курсом). Длительное время Деа, несмотря на его политический опыт и лояльность, не получал поста в вишистской администрации.
Руководство и актив RNP комплектовались преимущественно из бывших неосоциалистов, социал-реформистов, синдикалистов и отчасти коммунистов. Само название партии создавало левые идеологические ассоциации с Народным фронтом, в котором Деа состоял как представитель Социалистического республиканского союза. RNP считало себя «французской секцией европейского интернационала» — аналогично статусу СФИО в Рабочем и социалистическом интернационале.
По социальному положению три четверти состава являлись служащими, низшими чиновниками, учителями, инженерами, торговцами. Рабочие были представлены гораздо меньше, не более 10 % (в основном железнодорожники). В целом RNP была старше по возрасту членов, интеллектуальнее и пассивнее PPF. Деятельность RNP во многом сводилась к собраниям, дискуссиям, публикациям — тогда как актив PPF оперативно взаимодействовал с вишистской милицией и гестапо. RNP участвовала в создании французского антибольшевистского Легиона, но больше в пропагандистском, чем в организационном аспекте.
RNP имела ежедневный печатный орган L'Œuvre и молодёжную организацию JNP, в которой целенаправленно культивировалась ультралевая эстетика. С партией были аффилированы рабочие, крестьянские, образовательные объединения. Тем не менее, RNP не приобрела массового характера и большой популярности.

## Известные руководители
Лидером партии являлся Марсель Деа. Генеральным секретарём был Жорж Альбертини, бывший руководитель молодёжной организации СФИО. Анри Барбе в своё время исключался из ФКП за «левый уклон», а в 1936 участвовал в создании PPF. Жорж Демулен был социалистом, Габриэль Лафайе возглавлял парламентскую фракцию Социалистического республиканского союза в составе Народного фронта. Бартелеми Монтаньон являлся одним из основателей неосоциализма. Адвокат Мишель Брилле до войны состоял в правоцентристской партии Демократический альянс (практически единственный крупный деятель правых сил в руководстве RNP).
Первоначально в RNP состояли также Жан Гой (до войны крайне правый политик), Пьер Селор (один из лидеров ФКП, затем PPF), Анри Жакоб (функционер Коминтерна). Но эти деятели были исключены из-за политических разногласий с Деа.
Особый характер носили отношения RNP с двумя политическими течениями — троцкистами и арабскими националистами Алжира. Французские троцкисты издавна применяли тактику entrisme (т. н. «энтризм») — проникновения в другие партии, захвата видных позиций и переориентации. К RNP с этими целями примкнули Морис Деглиз, Жан Десно и даже брат известного троцкиста Раймона Молинье Анри — бывшие активисты более радикальных, чем ФКП, коммунистических организаций (например, Международной коммунистической и Международной рабочей партии). На деле энтрировавшиеся в RNP троцкисты участвовали в антифашистском подполье; Анри Молинье погиб, сражаясь с немецкими оккупационными силами во время восстания в Париже.
Алжирский националистический лидер Мессали Хадж рассчитывал через RNP установить связи с немецкими властями, добиваясь независимости. Мохаммед эдь-Маади служил в североафриканском легионе. Мохаммед Ларуби и Омар Хидер лоббировали через RNP трудоустройство алжирцев на немецких военно-строительных работах.

## Прекращение деятельности
В марте 1944 года Деа получил правительственный пост в Виши, став министром труда и национальной солидарности. Вместе с ним в коллаборационистскую администрацию вошли Альбертини, Демулен, Лафайе. Но их деятельность уже не могла носить концептуально-системного характера. К неосоциалистическим преобразованиям не пришлось приступить. Представители RNP проводили сугубо прогерманскую политику.
17 августа 1944 Деа бежал в Германию. Большинство членов RNP остались во Франции, поскольку им, в отличие от активистов PPF, не грозили самые суровые наказания. Лично Деа, символически связавший своё имя с коллаборационистской верхушкой, был заочно приговорён к смертной казни. Однако он сумел под чужим именем скрыться в Италии, близ Турина, где и скончался в 1955 году.